# Chiesa di San Giuseppe (Catenanuova)
(Anna Maria Statella, baronessa)
La chiesa di San Giuseppe è l'unica chiesa parrocchiale di Catenanuova (Enna).

## Storia
Si trova nel centro storico del paese, in piazza Aldo Moro, di fronte al Palazzo di Città.
Questa chiesa, anticamente intitolata alla sacra Famiglia, venne edificata ad opera del principe Antonino Giuseppe Riggio Saladino sposo della baronessa Anna Maria Statella Paternò, dopo il terremoto del 1693. Essa veniva utilizzata come chiesetta di famiglia nel loro feudo di Melinventre, dove si recavano spesso nei giorni di sole, pur dimorando nella città di Aci Catena. Dunque era un modo per usufruire anche della spiritualità divina nell'ascoltarvi la messa in questo piccolo e grazioso luogo di culto.
In seguito alla fondazione di Catenanuova, completata nel 1736 proprio sul feudo di Melinventre, questa chiesetta doveva diventare la parrocchia del nascente paese, per volontà testamentaria della baronessa Anna Maria Statella, la quale indicava suo erede universale ed esecutore testamentario il figlio primogenito, Andrea Giuseppe Riggio principe della Catena.

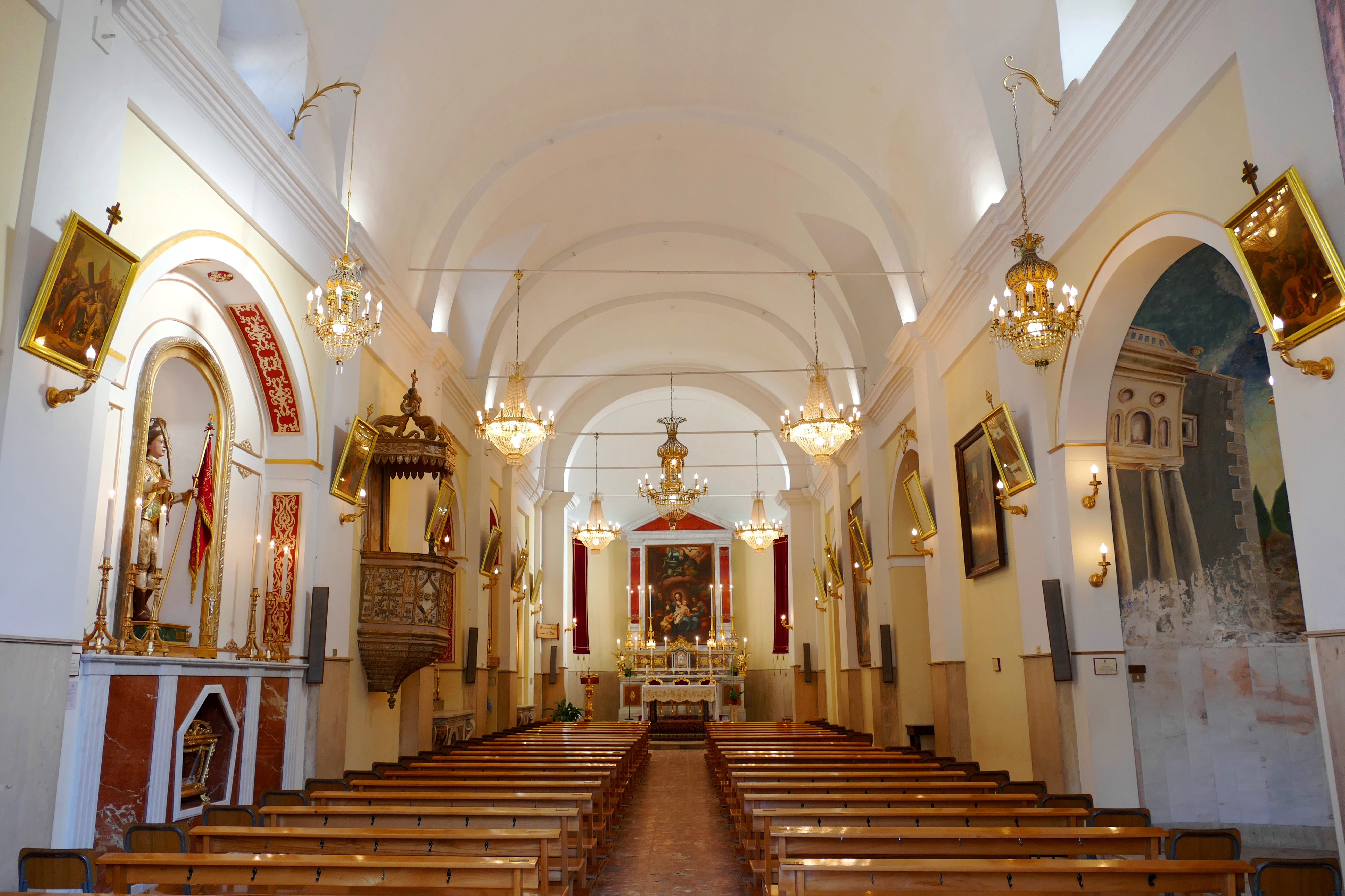
Interno della navata principale

Il principe dunque, nell'eseguire pienamente le volontà della defunta madre, chiese alla curia vescovile di Catania, il decreto che consentiva l'erezione a parrocchia. Il vescovo però, avrebbe accordato tale richiesta, solo dopo aver munito la chiesa di tutti quei suppellettili necessari per lo svolgimento delle funzioni religiose. Questo processo di adeguamento liturgico ad opera del principe, si concluse quando venne istituita come parrocchia il 18 marzo del 1738, durante la visita pastorale del sacerdote Ferdinando Sapuppo convisitatore del vescovo di Catania monsignor Pietro Galletti.

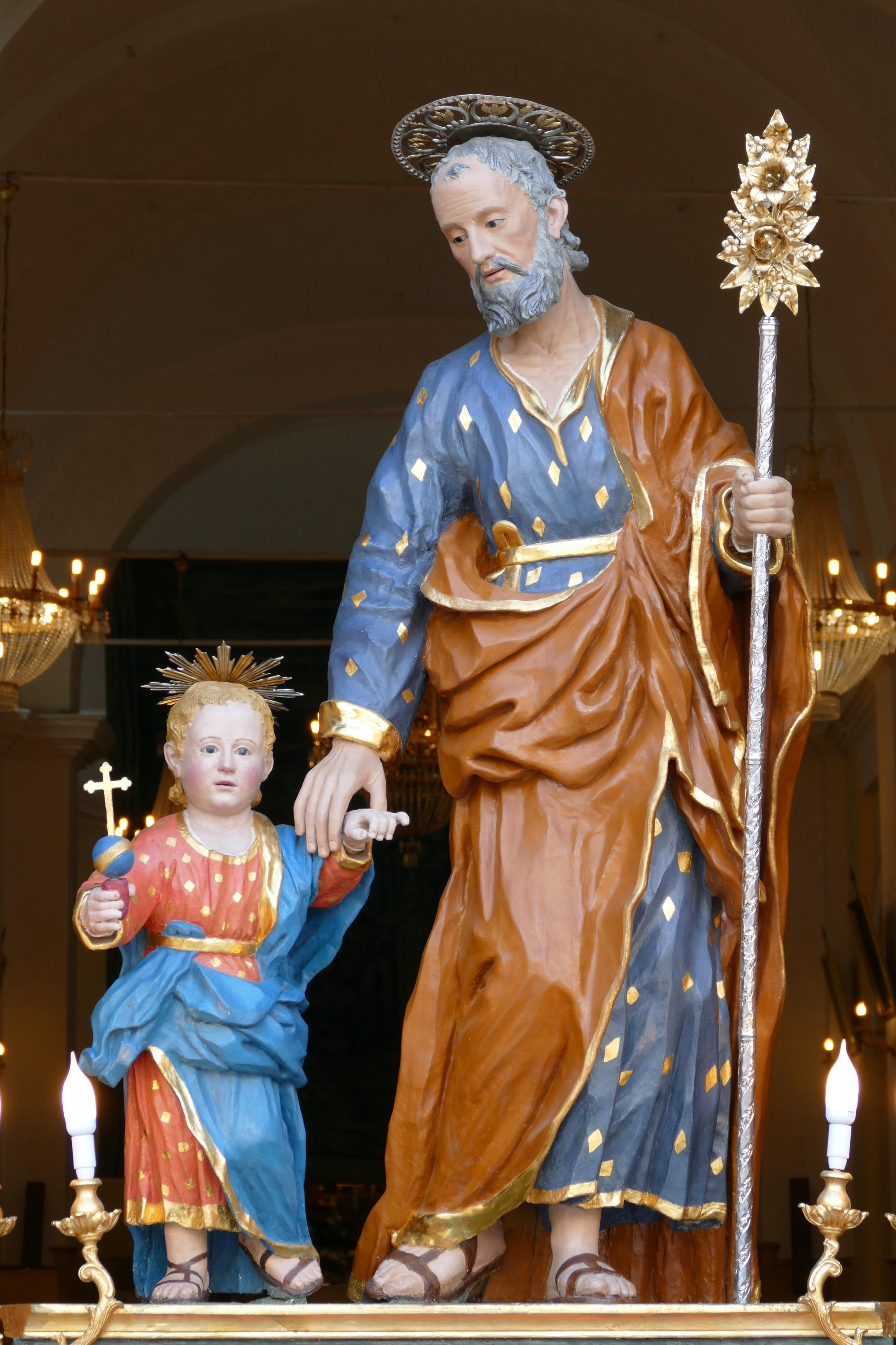
Il simulacro ligneo di san Giuseppe - autore ignoto del 1738

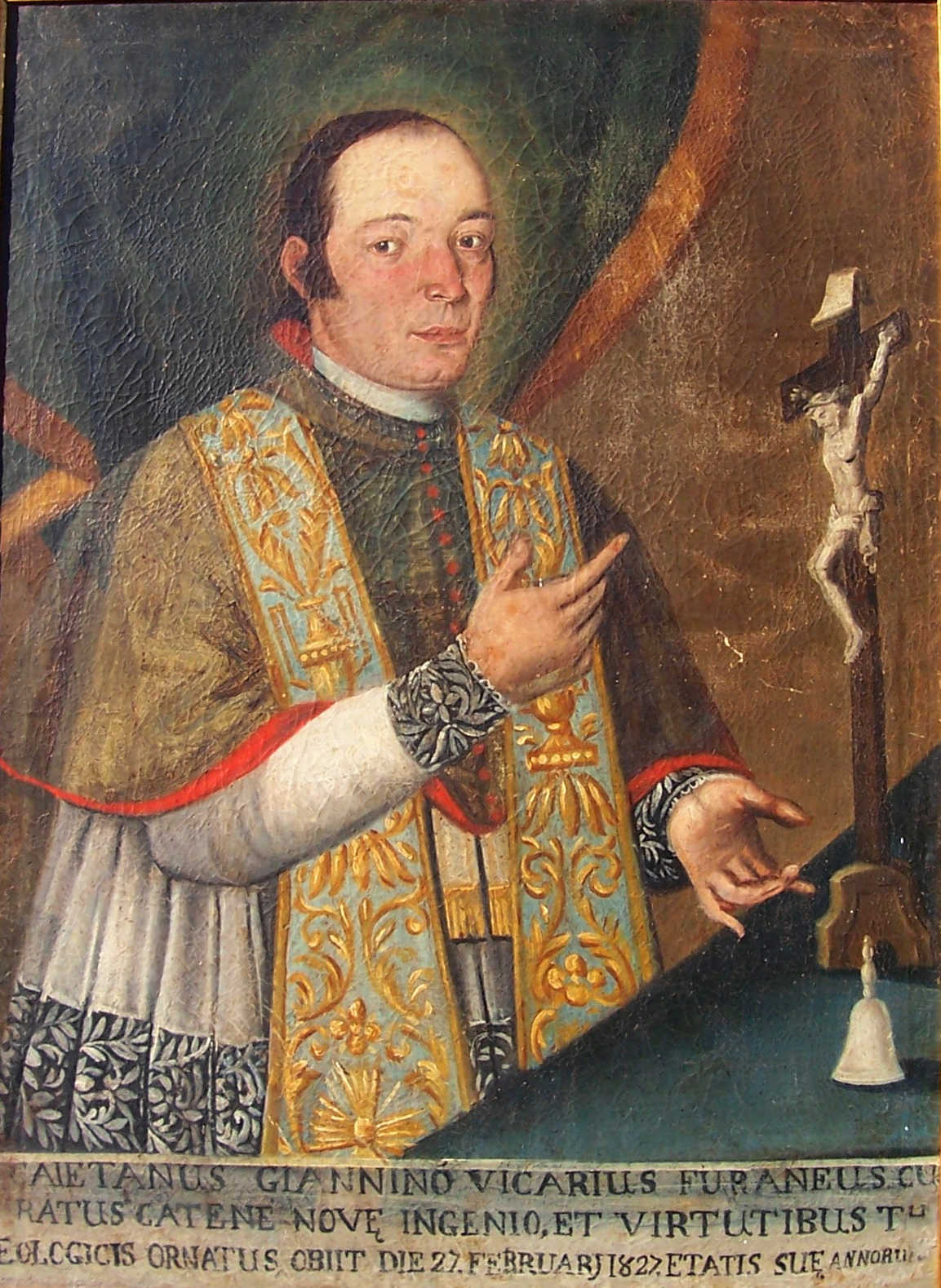
Ritratto di don Gaetano Gianninò - autore ignoto del 1825

Venne intitolata a san Giuseppe al quale i Riggio erano molto devoti; nello stesso giorno si istituì la prima congregazione di san Giuseppe e dunque la festa in onore del santo, e si insediò il primo parroco don Pietro Caristo.
Inizialmente la chiesa era ad un'unica navata e si estendeva sino all'altare della Madonna delle Grazie. Intorno al 1757 venne ingrandita ad opera del principe Antonino Riggio figlio di Andrea, che vi 
fece edificare la navata secondaria con l'altare del Santissimo Sacramento, e nel 1767 il campanile, munito di orologio meccanico e di una campana del peso di 300 kg intitolata a San Gaetano, alla quale i Riggio erano devoti; nel 1862 fu donata dai fedeli una campana del peso di 600 kg intitolata a san Prospero martire.
Intorno alla metà dell'Ottocento essendo aumentata la popolazione, l'allora parroco Agatino Di Benedetto, decise di ampliare la chiesa, facendo costruire a ridosso della navata principale altre tre arcate, tanto da raddoppiarne l'estensione così come la vediamo oggi. Nel 1844 passò dalla diocesi di Catania alla diocesi di Nicosia.
Fino al 1866 a sinistra era affiancata da un giardinetto che fungeva da cimitero, al posto del quale venne edificato nel 1947 l'odierno salone parrocchiale. A destra, dunque ai piedi del campanile, negli anni cinquanta del novecento è stata eretta la casa canonica posta accanto alla navata secondaria. Fino al 1960 vi era un altro piccolo giardino accanto ad essa, in cui vi è stato edificato l'attuale ufficio parrocchiale, in modo da uniformare l'intero prospetto principale della chiesa con l'innalzamento di un altro muro uguale a quello di sinistra.
Nel 2003 la chiesa è stata oggetto di interventi di restauro volti al rifacimento delle coperture esterne.

## Descrizione
All'interno sono conservate diverse opere di arte religiosa, la Sacra Famiglia è una delle più celebri del patrimonio artistico-culturale, oltre ad essere un capolavoro dell'epoca tardo barocca.
Altre opere sono: San Giuseppe, Madonna del Rosario, Madonna delle Grazie, San Prospero martire, il Pulpito ligneo del XVIII sec., Ecce Homo, Cristo morto, il Crocifisso e l'Addolorata in cartapesta del 1932 autore Luigi Guacci, Sant'Antonio abate.

## Strutture annesse alla parrocchia
- Chiesa Maria SS. Immacolata eretta nel 1908, sita nel corso Vittorio Emanuele III
- salone e teatro parrocchiale edificato nel 1947, sito in via Roma
- casa canonica costruita intorno al 1950, sita in via Duilio
- centro sociale "Gioacchino Di Maria" realizzato intorno al 1960, sito in via Palermo nella contrada Isola di niente
- oratorio "Santa Teresa di Gesù Bambino" edificato nel 2005, sito in via Duilio